# 北原大翔
北原 大翔（きたはら ひろと、1983年7月18日 - ）は、日本の心臓外科医。アメリカ合衆国在住。NPO法人チームWADA代表理事。

## 略歴
東京都出身。慶應義塾志木高等学校を経て、2008年に慶應義塾大学医学部を卒業。東京歯科大学市川総合病院初期研修医を行う。慶應義塾大学医学部心臓血管外科に入局。2010年より同大学、2015年は東京大学、翌年は旭川医科大学において研修を行った。
2016年9月に渡米。イリノイ州にあるシカゴ大学、メドスターワシントンホスピタルセンターを経て、再びシカゴ大学で勤務。
2017年7月に「チームWADA」の代表理事として活動を開始。InstagramやTwitter、YouTube等で医療情報や知識を発信する「医療系YouTuber」として活動。
2022年3月に初となる医師・医学生向け留学情報本「留学医師LIVE」を発売。
2022年9月にチームWADAが日本のNPO法人に認定された。

## 著書
- 『留学医師LIVE−世界に飛び出す未来が見える 「働く国を自分で選ぶ」時代のロールモデル』メジカルビュー社 、2022年